# JP Chermont
JP Chermont, pseudonimo di João Pedro Chermont Crema (Bauru, 18 gennaio 2006), è un calciatore brasiliano, difensore del Santos.

## Carriera

### Club
Cresciuto nel settore giovanile del Santos, il 21 novembre 2022 ha firmato il suo primo contratto professionistico di durata triennale; ha debuttato in prima squadra il 9 marzo 2024 nell'incontro del campionato paulista perso 3-2 contro il Inter de Limeira ed ha segnato il suo primo gol il 27 aprile successivo, nella partita di Série B vinta 2-0 contro l'Avaí.

### Nazionale
Ha giocato nella nazionale brasiliana Under-17.

## Statistiche

### Presenze e reti nei club
Statistiche aggiornate al 19 aprile 2025.
| Stagione        | Squadra         | Campionato      | Campionato | Campionato | Coppe nazionali | Coppe nazionali | Coppe nazionali | Coppe continentali | Coppe continentali | Coppe continentali | Altre coppe | Altre coppe | Altre coppe | Totale | Totale | Totale |
| Stagione        | Squadra         | Comp            | Pres       | Reti       | Comp            | Pres            | Reti            | Comp               | Pres               | Reti               | Comp        | Pres        | Reti        | Pres   | Reti   |        |
| --------------- | --------------- | --------------- | ---------- | ---------- | --------------- | --------------- | --------------- | ------------------ | ------------------ | ------------------ | ----------- | ----------- | ----------- | ------ | ------ | ------ |
| 2024            | Santos          | A1/SP+B         | 5+31       | 0+2        | CB              | 0               | 0               | -                  | -                  | -                  | -           | -           | -           | 36     | 2      |        |
| 2025            | Santos          | A1/SP+A         | 9+5        | 0          | CB              | 0               | 0               | -                  | -                  | -                  | -           | -           | -           | 14     | 0      |        |
| Totale carriera | Totale carriera | Totale carriera | 50         | 2          |                 | 0               | 0               |                    | -                  | -                  |             | -           | -           | 50     | 2      |        |

## Palmarès

### Club

#### Competizioni nazionali
- Campeonato Brasileiro Série B: 1

Santos: 2024